# ロッコール島

ロッコール島の位置

ロッコール島（ロッコールとう、Rockall）は、北大西洋に浮かぶイギリス領の岩である。海食柱の1つ。ロックオール島と表記されることもある。

## 位置
北緯57度35分48.12秒 西経13度41分18.96秒 / 北緯57.5967000度 西経13.6886000度座標: 北緯57度35分48.12秒 西経13度41分18.96秒 / 北緯57.5967000度 西経13.6886000度。
スコットランドのノース・ウイスト島西端部、マニッシュポイント (Manish Point) の西方沖合約368kmに位置する。

## 概要
海面から突出した塔状の岩（高さ約23m、直径27m）。無主地であったため1955年からイギリスが領有権を主張し始め、1972年にイギリスの領土として正式に編入された。排他的経済水域 (EEZ) を設定した場合、豊富な海洋資源を得ることができるため、イギリスは編入後にロッコールを基点とするEEZの設定を検討したが、アイルランド、デンマーク（フェロー諸島の一部として）、アイスランドはこれに反対していた。
1982年に採択、1994年に発効した「海洋法に関する国際連合条約（国連海洋法条約）」には、121条3項に「人間の居住又は独自の経済的生活を維持することのできない岩は、排他的経済水域又は大陸棚を有しない」と規定されており、イギリスは、ロッコール島は「条約第121条3項に基づき漁業水域の限界のための有効な基点ではない」と判断して政策転換を図り、ロッコール島の排他的経済水域と大陸棚に関する主張を放棄した。
岩（rock）には、それを基点とするEEZを設けることができないが、領土としては認められ、領海も設定できる。イギリスのロッコールに対する領有権主張に対しては、どの国家も異議を申し立てをしていない。

## ウェーブランド事件
1997年に環境保護団体「グリーンピース」が、油田開発に対する抗議活動の一環としてロッコール島に小屋を建て、占領した。彼らはロッコール島をグローバル・ステート・オブ・ウェーブランドと名づけて独立国家の樹立を宣言したが、イギリス政府に無視された。